# Leon Scott
Edouard-Leon Scott de Martinville (París, 25 d'abril del 1817 - París, 26 d'abril de 1879) és conegut pel fet que és l'inventor del "fonoautògraf", un aparell que permetia traslladar la parla humana i el so en general en un gràfic i que es considera antecessor del fonògraf. L'aparell funcionava inicialment amb un raspall unit a una membrana que vibrava en incidir-hi la veu humana, tot traçant una línia ondulada sobre un vidre fumat. Malauradament, aquest aparell no era capaç de reproduir els sons que enregistrava.

## El fonoautògraf i el seu autor[1]
Édouard-Léon Scott de Martinville va ser impressor, llibreter i escriptor, a part d'inventor del cinematògraf. Gràcies a aquests oficis que l'acostaven a la tecnologia de la impremta, va poder llegir innumerables avenços científics novedosos que li arribaven a les mans, i li permeteren estar al dia de les actualitzacions tecnològiques. Amb 37 anys, va acabar els seus estudis d'anatomia de l'audició. Tanmateix, tant de coneixement no va impedir que Léon Scott no fracassés en alguns intents previs al llançament definitiu del fonoautògraf. En el seu llibre Histoire de la sténographie depuis les temps anciens jusqu'à nos jours (1849), desenvolupa i documenta la seva investigació mitjançant articles sobre taquigrafia o estenografia.
Fou al 1854 quan s'interessà en la transcripció de sons mitjançant la tecnologia i la mecànica, substituint el timpà en una màquina per una membrana elàstica i els ossos de la orella per una serie de palanques.
Tres anys després, el 26 de gener de 1857, Martinville presenta el projecte definitiu a l'Academia Francesa i el 25 de març del mateix any en rep la patent. Sí, era el fonoautògraf.

## Final del fonoautògraf i de l'autor
El projecte, en els seus inicis, tingué la seva repercussió, encara que de curtes dimensions, ja que Scott de Martinville aconseguí vendre'n alguns exemplars, sobretot adreçats al camp de la investigació del so en laboratoris científics. Alguns dels seus compradors foren Franciscus Donders, Henrich Schneebeli i Rene Marage.
Un altre dels projectes emprenedors que tingueren lloc, a posteriori del llançament del fonoautògraf, fou la formació d'una societat amb un fabricant d'instruments, Rudolf Koenig, que elaborava aquests fonoautògrafs que es posaven a la venta.
És convenient recordar que l'invent de Scott va contribuir en el desenvolupament de la investigació en el camp de l'enregistrament sonor i fou especialment clau per a l'aparell de flama manomètrica de Karl Rudolph Koenig.
Malauradament, l'èxit de l'invent va ser efervescentt i efímer. De seguida, nous invents li varen passar pel davant. Cal recordar que, tot i els progressos, Scott no havia aconseguit reproduir el so.
Finalment, l'autor va tornar a treballar a la llibreria de Paris, fins al final de la seva vida, quan morí amb 62 anys a la capital francesa.